# راسيل هوبي (مبارز بالسيف)
راسيل هوبي (بالإنجليزية: Russell Hobby) هو مبارز بالسيف أسترالي، ولد في 22 يناير 1933 في فريمانتل في أستراليا.

## وصلات خارجية
- راسيل هوبي على موقع أوليمبيديا (الإنجليزية)
- راسيل هوبي على موقع اللجنة الأولمبية الأسترالية (الإنجليزية)
- راسيل هوبي على موقع اتحاد ألعاب الكومنولث (مؤرشف) (الإنجليزية)